# Pseudohormius radialis
Pseudohormius radialis är en stekelart som beskrevs av Vladimir Ivanovich Tobias och Alexeev 1973. Pseudohormius radialis ingår i släktet Pseudohormius och familjen bracksteklar. Inga underarter finns listade i Catalogue of Life.